# Samuel Morse

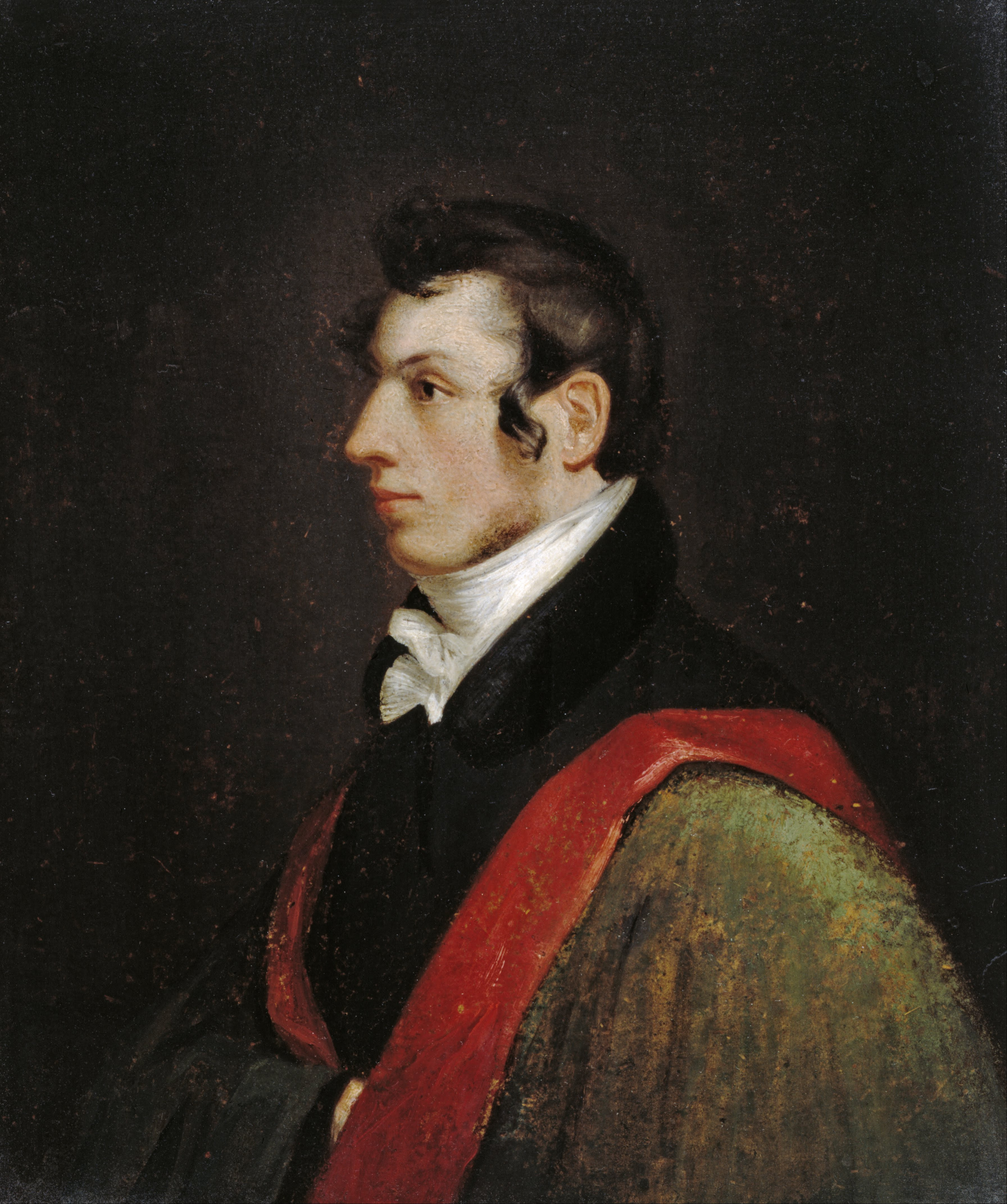
Självporträtt 1812, 21 år gammal
[https://en.wikipedia.org/wiki/National_Portrait_Gallery_(United_States) National Portrait Gallery (United States)

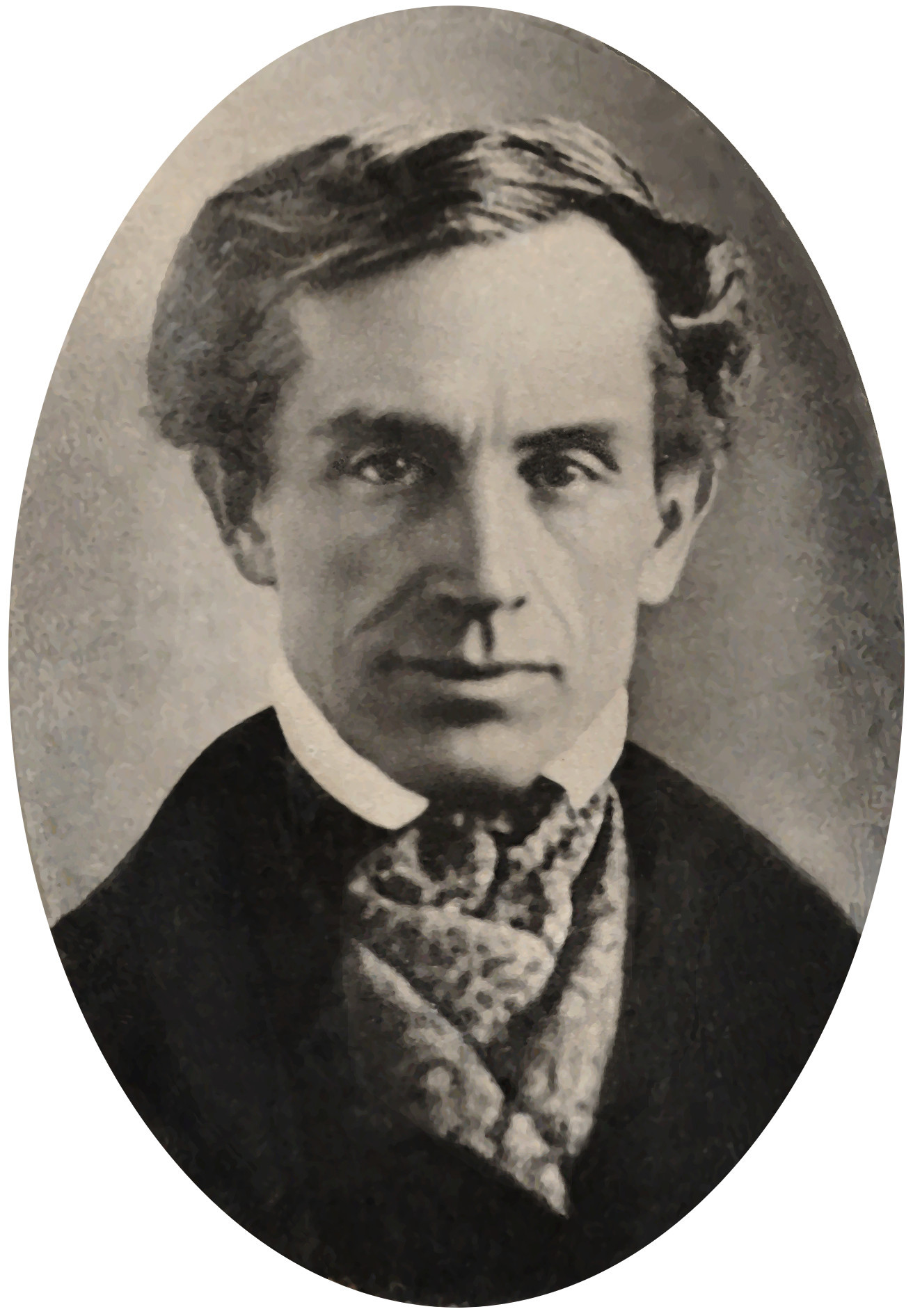
Samuel Morse 1840.

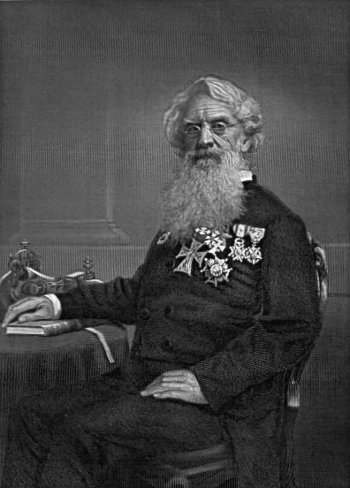
På äldre dar i tidstypisk
"hos-fotografen-pose"

Samuel Finley Breese Morse, född 27 april 1791 i Charlestown i Massachusetts, död i lunginflammation 2 april 1872 i New York City, New  York, var en amerikansk konstnär och uppfinnare.

## Biografi
Denna biografi handlar huvudsakligen om Samuel Morses karriär som konstnär. Det han emellertid kanske blivit mest känd för är som uppfinnare av ett elektriskt telegraferingssystem. Mera härom vid uppslagsordet Morsealfabetet.
Han var äldste son till Jedidah Morse (1761–1826) och Elizabeth Ann Finley Breese från New Jersey (1766–1828). Han hade två bröder, Sidney Edwards och Rickard. 1799 började Samuel skolan Phillips Academy i Andover, Massachusetts. Han ansågs i skolan temperamentsfull och säregen. Han var duktig i teckning, men inte någon stjärna i övriga ämnen. 14 år gammal började han 1805 i College of Yale (nutida Yale University) med examen 1810 i måleri, skulptur och teckning. Han tänkte sig en framtid som konstnär. Han delfinansierade sina studier vid Yale genom att sälja miniatyrmålningar av kamrater och lärare för 1 dollar/st; målade på elfenben kostade de 5 dollar. Hans far gav också finansiellt stöd.
Vid Yale åhörde Samuel Morse även några föreläsningar i ämnena kemi och elektricitet.
Fadern hade tänkt sig att sonen skulle ägna sig åt böcker, varför Samuel började som kontorist i en bokhandel i Charlestown. Han fortsatte dock att måla vid sidan av. Arbetet i bokhandeln passade Samuel dåligt, och sedan fadern givit med sig kunde Samuel 1811 resa med fartyget Washington Allston till London för vidare konststudier vid Royal Academy, där hans lärare var den välrenommerade amerikanen Benjamin West (1738 – 1820).
1812 gjorde Samuel Morse en förstudie i gips till The Dying Herkules, som visades vid en utställning i Adelphi Society of Arts och där belönades med guldmedalj.
1815 var han åter i USA och öppnade en ateljé i Boston, Massachusetts och försörjde sig sedan med nöd och näppe som konstnär. Visserligen fick många av hans dukar beröm, men de var svårsålda.
1816 träffade Samuel den då 16-åriga Lucretia Pickeiring Walker (1799–1825). De gifte sig 1818 och fick fyra barn, men strax efter det fjärde barnets födelse dog Lucretia hastigt, 26 år gammal.
Samuel var uppfinningsrik, brodern Sidney Edwards likaså. Tillsammans fick de 1817 sammanlagt 3 olika patent  på en Flexible-piston man-powered water pump for fire engines. Apparaten fungerade bra, men blev ett kommersiellt fiasko.
De närmaste åren reste han mycket för att söka beställningar tills han 1823 slog sig ner i New York.
Två av hans kanske mest berömda tavlor var porträtt av Marquis de Lafayette (1757 – 1834), en fransk general som stödde George Washington under Amerikanska revolutionen. De målades i Washington, D.C. 1825.
Morse reste även till Paris för årslånga konststudier. Under hemresan med SS Sally 1832 fick han se några experiment som Charles Thomas Jackson visade med ett galvaniskt element och en elektromagnet. Därav inspirerades Morse till sina senare försök att konstruera en elektromagnetisk skrivtelegraf. Därvid kom de vid extraföreläsningarna vid Yale inhämtade kunskaperna väl till pass.
Efter åtskilliga misslyckanden kröntes hans experiment med framgång, och 1835 hade han sin  första apparat färdig. 1837 demonstrerades telegrafsystemet i New York över en 500 meter lång förbindelse.
Såväl apparaten som det använda teckensystemet, första gången patenterat 1840, var dock mycket ofullkomliga. 1843 hade han med hjälp av den duktige mekanikern Alfred Vail förbättrat sin första apparat, och fått tilläggspatent på ett modifierat alfabet, som några år senare skulle spridas över världen.
Samma år demonstrerade Morse sitt system på en provisorisk förbindelse mellan några tjänsterum i  kongressbyggnaden, vilket resulterade i ett anslag på 30 000 dollar för en 38 mile (61 km) lång experimentlinje mellan Washington, D.C. och Baltimore. Vid invigningen av linjen 24 maj 1844 sände han det första telegrammet från Washington till Baltimore, med det alfabet, som därefter kommit att betecknas som morsealfabetet. Meddelandet löd: "What hath God wrought?", ett citat på ålderdomlig engelska från Bibeln (Fjärde Moseboken). Fritt tolkat ungefär: "Är icke detta ett Guds under?"
Omgift 1848–08–10 med sin kusin Sarah Elizabeth Grisvold, som sägs ha varit hörselskadad. I det äktenskapet föddes ytterligare fyra barn.

## Belöningar
Morse blev genom åren rikt dekorerad, bl a blev han 1856 Riddare av Dannebrogorden. 1858 invaldes han som utländsk ledamot av Kungliga Vetenskapsakademien.
Asteroiden 8672 Morse är uppkallad efter honom.
- National Inventors Hall of Fame,  1975[12]
- Riddare av Sankt Mauritius och Sankt Lazarusorden
- Riddare av Torn- och svärdsorden
- Kommendör av Isabella den katolskas orden
- Kommendör av första graden av Dannebrogorden
- Riddare av Hederslegionen
- Fellow of the American Academy of Arts and Sciences

[Redigera Wikidata]

## Hedrad på frimärken
- Burkina Faso 1991:
- Kambodja 1991:
- Mauretanien 1972:
- Monaco 1965:
- USA: